# Makowtschütz
Makowtschütz, polnisch Makowczyce ist ein Ort in der Stadt- und Landgemeinde Guttentag im Powiat Oleski in der |Woiwodschaft Opole in Polen.

## Geschichte
Bei der Volksabstimmung in Oberschlesien am 20. März 1921 stimmten 75 Wahlberechtigte für einen Verbleib bei Deutschland und 35 für Polen. Makowtschütz verblieb beim Deutschen Reich. 1933 lebten im Ort 326 Einwohner. Am 22. Juli 1936 wurde der Ort in Mohntal umbenannt. 1939 hatte der Ort 360 Einwohner. Bis 1945 befand sich der Ort im Landkreis Loben (zwischenzeitlich im Landkreis Guttentag).
1945 kam der bisher deutsche Ort unter polnische Verwaltung und wurde in Makowczyce umbenannt und der Woiwodschaft Schlesien angeschlossen. 1950 kam der Ort zur Woiwodschaft Oppeln. Von 1975 bis 1998 befand sich der Ort in der Woiwodschaft Tschenstochau. 1999 kam der Ort zur Woiwodschaft Oppeln und zum Powiat Oleski. Am 4. Juli 2008 erhielt der Ort zusätzlich den amtlichen deutschen Ortsnamen Makowtschütz.